# Maurice FitzGerald, III signore di Offaly
Maurice FitzGerald, III signore di Offaly (Wexford, 1238 – Ross, prima del 10 novembre 1286), fu gran giustiziere d'Irlanda dal 1272 al 1273.

## Biografia
Maurice FitzGerald nacque nel 1238 da Maurice FitzGerald, II signore di Offaly. Maurice, conosciuto anche con il soprannome di Maurice the Bald (il calvo), aveva altri tre fratelli che morirono tutti prima di lui, quando nel 1253 suo padre venne a mancare ereditò la Ssignoria aggirando i diritti di un suo nipote, figlio del suo fratello maggiore, e si aggiudicò titolo e terre.
Nel maggio del 1262 fu tra i magnati che vennero convocati dal re Enrico III d'Inghilterra per metterlo al corrente delle condizioni delle terre, convocazione che si ripeté nel giugno del 1265.
Nel 1272 morì improvvisamente il gran giustiziere d'Irlanda in carica, Maurice venne chiamato a sostituirlo e tenne l'incarico fino all'anno seguente, quando nel 1276 dei clan ribelli attaccarono la contea di Wicklow Maurice li combatté insieme al gran giustiziere ed alle truppe anglo-normanne comandate dal genero Tommaso de Clare, signore di Thomond, le loro forze unite comunque non furono sufficienti, i ribelli li sconfissero infliggendo loro pesanti perdite nella battaglia di Glenmalure.
Maurice morì prima del 10 novembre 1286 a Ross, in Irlanda.
Maurice Fitzgerald si sposò due volte, la prima con Maud de Prendergast fra il maggio 1258 ed il 10 ottobre 1259, insieme ebbero due figlie:
- Juliana FitzGerald (1263 circa - 24 settembre 1300), si sposò con Tommaso de Clare
- Amabel FitzGerald

Dopo la morte della prima moglie, avvenuta prima del 1273, data del suo secondo matrimonio, si risposò con Emmeline Longespée (1252 - 1291), quest'ultima era figlia di Stefano Longespée, figlio a sua volta di Ela FitzPatrick e di Guglielmo Longespée. Questo secondo matrimonio non diede figli; in assenza di maschi il titolo di Maurice andò a suo nipote, John Fitzgerald, I conte di Kildare, figlio di un suo fratello Thomas.